# 후나쿠라촌 (나라현)
후나쿠라촌(船倉村)은 나라현 다카이치군에 설치되었던 촌이다. 현재의 다카토리정의 일부에 해당한다.

## 역사
- 1889년 4월 1일 - 정촌제 시행에 의해 다카이치군 후나쿠라촌이 성립하였다.
- 1954년 10월 1일 - (구) 다카토리정, 오치오카촌과 합병해, (신) 다카토리정이 성립하여, 동일 후나쿠라촌은 소멸하였다.

## 교통

### 철도
- 긴키 닛폰 철도
  - 요시노선